# Jean Jourlin
Jean Louis Jourlin, né le 1er décembre 1904 à Tarare (Rhône) et mort le 2 octobre 1979 à Bry-sur-Marne, est un lutteur libre français.

## Carrière
Jean Jourlin termine quatrième du tournoi de lutte aux Jeux olympiques de 1924 à Amsterdam en catégorie des poids welters. Sacré champion d'Europe en 1933 à Paris, il obtient à nouveau une quatrième place aux Jeux olympiques de 1936 à Berlin.